# Haderslev Næs
Haderslev Næs er en egn i Sønderjylland i Danmark.
Egnen udgøres af den halvø, som mod nord afgrænses af Haderslev Dam, Møllestrømmen i Haderslev og Haderslev Fjord - og mod syd og øst af Lillebælt. Haderslev Næs kan herved også bestemmes som den sydlige del af det oprindelige Haderslev Herred og som bestående af følgende sogne: Hoptrup, Vilstrup, Sønder Starup, Grarup, Halk og Øsby Sogne samt de dele af Gammel Haderslev Sogn og Haderslev Vor Frue Domsogn, som ligger syd for henholdsvis Haderslev Dam og Møllestrømmen.
Der hersker i daglig tale mellem folk på egnen usikkerhed om, hvorvidt hele Hoptrup Sogn - eller dele heraf - hører med til Haderslev Næs. Oplagt kunne man trække den sydvestlige grænse for Haderslev Næs ved Slivsø, som ligger øst og sydøst for Hoptrup, hvorved størstedelen af Hoptrup Sogn inklusive selve Hoptrup falder uden for Haderslev Næs. Netop den del af Hoptrup Sogn, som herved falder uden for Haderslev Næs, hørte før 1864 heller ikke med til Haderslev Herred, men derimod til Gram Herred.
Tilsvarende vil folk på øen Årø, som er en del af Øsby Sogn, være tilbøjelige til at regne øen for sin egen egn snarere end en del af Haderslev Næs. Endelig vil folk i Erlev, i det sydlige Haderslev og i Starup også være tilbøjelige til at se sig som bosiddende i Haderslev By eller i forstæder til samme snarere end som bosiddende på Haderslev Næs. For dem vil "ude på Næsset" ofte betegne det samme, som vendingerne "ude på landet" eller "uden for bygrænsen" gør det i andre større byområder.

## Den folkelige brug af egnsnavnet
"Haderslev Næs" som lokal selvbetegnelse bruges i dag i hvert fald aktivt i Vilstrup, Grarup, Halk og Øsby Sogne. I Kelstrup i Vilstrup Sogn ligger således idrætscenteret "Næshallen", hvorudfra "Næssets Idrætsforening" driver sine aktiviteter. I Grarup, Halk og Øsby Sogne formuleres den lokale fælles stedsangivelse af og til som "det yderste af Haderslev Næs", hvorved spørgsmålet om egnens vestlige afgrænsning får lov at stå hen i det uvisse. 
Et samlingspunkt for det yderste af Haderslev Næs har i mange år været forsamlingshuset i Hyrup. Her hænger flere gamle faner fra forskellige foreninger, der har været aktive på egnen, bl.a. "Haderslev Næs Skyttekreds" dateret 1926 og "Næssets Folkedansere og Spillemænd". Dertil kommer også faner for de berørte sogne: "Halk Sogns Aldersrenteforening stiftet 28-7-1949", "Husmandsforeningen Øsby Sogn", "Grarup Idrætsforening 1942" og "Øsby Sogns Håndværker-Forening 1883", hvad der understreger stedet som et vigtigt samlingspunkt for det yderste af Haderslev Næs.
Mellem netop Vilstrup, Grarup, Halk og Øsby Sogne eksisterer i øvrigt et tæt kirkeligt samarbejde, idet arbejdet på kirkegårdene forestås af ét mandskab ledet af en fælles graver, og årligt afvikles i de berørte kirker en "Næssets Kirkers Gospelworkshop". De i dette samarbejde involverede ansatte og menighedsrådsmedlemmer holder i øvrigt hver sommer - også med ansatte og menighedsrådsmedlemmer fra Hoptrup Sogn - en fællesfest, som kaldes "Næsfesten". Den afvikles på skift i de forskellige sognehuse.
I daglig tale kaldes Haderslev Næs for "Næsset" af egnens beboere. Det tyske navn for Haderslev Næs er Haderslebener Ness.

## Andre forekomster af egnsnavnet
I 1919/1920 dannedes et "Haderslev Næs’ Elektricitetsforsyningsselskab" (HNES), som siden opgik i Energiselskabet Sønderjylland (ESS).
Under den tyske besættelse af Danmark fra 1940 til 1945 dannedes en modstandsgruppe kaldet "Næsgruppen" i Øsby med deltagere fra de omliggende landsbyer: Stevelt, Sverdrup, Aarøsund, Tamdrup, Råde, Hajstrup, Hyrup og Kvistrup samt også fra Haderslev, Hoptrup, Halk, Kelstrup, Lunding ved Starup og fra Aarø. Næsgruppen fungerede på Haderslev Næs under besættelsen og hjalp mennesker, der var på flugt for den tyske besættelsesmagt.
I Øsby Sogn ved landsbyen Stevelt findes lejrpladsen "Bibelcamping Haderslev Næs".
I Øsby er baseret firmaerne "Næssets El-Service" og "Næssets Kloakservice", mens et "Næssets Murerfirma" er baseret i Nørre Vilstrup, Vilstrup Sogn.

## Camino Haderslev Næs
"Camino Haderslev Næs" blev indviet i 2017. Det er en 106 km lang vandre- og cykelrute, som forbinder næssets 9 kirker. Ruten omfatter den videste definition af næsset, inklusive de dele af Hoptrup Sogn, som ligger vest for Slivsø.